# Michael McAdoo
Pour les articles homonymes, voir McAdoo.
(en) Statistiques sur pro-football-reference
Michael McAdoo (né le 9 juillet 1990 à Antioch) est un joueur américain de football américain. Il joue actuellement avec les Ravens de Baltimore.

## Carrière

### Université
McAdoo étudie à l'université de Caroline du Nord et joue avec l'équipe de football américain des Tar Heels.

### Professionnel
Michael McAdoo n'est sélectionné par aucune équipe lors du draft de la NFL de 2011. Il signe peu de temps après comme agent libre non drafté avec les Ravens de Baltimore. Le 15 septembre 2011, il est inscrit sur la liste des blessés pour le reste de la saison 2011.